# Premier League 2023-2024
Sezonul Premier League 2023–2024 a fost cel de-al 32-lea sezon al Premier League, eșalonul principal de fotbal profesionist din Anglia.
Manchester City a obținut cel de-al 10-lea titlu de campioană, al patrulea consecutiv. Luton Town, Burnley și Sheffield United au retrogradat în Championship după numai un an de prezență în Premier League.

## Echipe
Douăzeci de echipe concurează în ligă - primele șaptesprezece echipe din sezonul precedent și cele trei echipe promovate din Championship. Echipele care au promovat sunt Burnley, Sheffield United, care au promovat direct, și Luton Town, care a promovat în premieră în Premier League, în urma victoriei la lovituri de departajare împotriva echipei Coventry City.

### Stadioane și orașe
Notă: Tabelul se aranjează în ordine alfabetică.
| Echipa                  | Oraș                | Stadion                     | Capacitate |
| ----------------------- | ------------------- | --------------------------- | ---------- |
| Arsenal                 | Londra              | Emirates Stadium            | 60.704     |
| Aston Villa             | Birmingham          | Villa Park                  | 42.657     |
| Bournemouth             | Bournemouth         | Dean Court                  | 11.307     |
| Brentford               | Londra              | Brentford Community Stadium | 17.250     |
| Brighton & Hove Albion  | Brighton            | Falmer Stadium              | 31.800     |
| Burnley                 | Burnley             | Turf Moor                   | 21.944     |
| Chelsea                 | Londra              | Stamford Bridge             | 40.343     |
| Crystal Palace          | Londra              | Selhurst Park               | 25.486     |
| Everton                 | Liverpool           | Goodison Park               | 39.414     |
| Fulham                  | Londra              | Craven Cottage              | 29.600     |
| Liverpool               | Liverpool           | Anfield                     | 53.394     |
| Luton Town              | Luton               | Kenilworth Road             | 10.356     |
| Manchester City         | Manchester          | City of Manchester Stadium  | 55.017     |
| Manchester United       | Manchester          | Old Trafford                | 74.140     |
| Newcastle United        | Newcastle upon Tyne | St James' Park              | 52.305     |
| Nottingham Forest       | West Bridgford      | City Ground                 | 30.446     |
| Sheffield United        | Sheffield           | Bramall Lane                | 32.050     |
| Tottenham Hotspur       | Londra              | Tottenham Hotspur Stadium   | 62.850     |
| West Ham United         | Londra              | London Stadium              | 62.500     |
| Wolverhampton Wanderers | Wolverhampton       | Molineux Stadium            | 32.050     |

1. ↑  Stadionul Kenilworth Road al lui Luton Town va fi cel mai mic stadion din istoria Premier League.[1]

### Schimbări de antrenori
| Echipa                  | Antrenorul care pleacă | Motivul plecării      | Data plecării     | Loc în clasament | Antrenorul care vine | Data numirii      |
| ----------------------- | ---------------------- | --------------------- | ----------------- | ---------------- | -------------------- | ----------------- |
| Chelsea                 | Frank Lampard          | Finalul interimatului | 28 mai 2023       | Pre-sezon        | Mauricio Pochettino  | 29 mai 2023       |
| Tottenham Hotspur       | Ryan Mason             | Finalul interimatului | 28 mai 2023       | Pre-sezon        | Ange Postecoglou     | 6 iunie 2023      |
| Bournemouth             | Gary O'Neil            | Demis                 | 19 iunie 2023     | Pre-sezon        | Andoni Iraola        | 19 iunie 2023     |
| Wolverhampton Wanderers | Julen Lopetegui        | De comun acord        | 8 august 2023     | Pre-sezon        | Gary O'Neil          | 9 august 2023     |
| Sheffield United        | Paul Heckingbottom     | Demis                 | 5 decembrie 2023  | locul 20         | Chris Wilder         | 5 decembrie 2023  |
| Nottingham Forest       | Steve Cooper           | Demis                 | 19 decembrie 2023 | locul 17         | Nuno Espírito Santo  | 20 decembrie 2023 |
| Crystal Palace          | Roy Hodgson            | Demisie               | 19 februarie 2024 | locul 16         | Oliver Glasner       | 19 februarie 2024 |

## Rezultate

### Clasament
| Loc | Echipă                  | MJ | V  | E  | Î  | GM | GP  | G   | P  | Calificare                                    |
| --- | ----------------------- | -- | -- | -- | -- | -- | --- | --- | -- | --------------------------------------------- |
| 1   | Manchester City         | 38 | 28 | 7  | 3  | 96 | 34  | +62 | 91 | Calificare în faza grupelor Ligii Campionilor |
| 2   | Arsenal                 | 38 | 28 | 5  | 5  | 91 | 29  | +62 | 89 | Calificare în faza grupelor Ligii Campionilor |
| 3   | Liverpool               | 38 | 24 | 10 | 4  | 86 | 41  | +45 | 82 | Calificare în faza grupelor Ligii Campionilor |
| 4   | Aston Villa             | 38 | 20 | 8  | 10 | 76 | 61  | +15 | 68 | Calificare în faza grupelor Ligii Campionilor |
| 5   | Tottenham Hotspur       | 38 | 20 | 6  | 13 | 74 | 61  | +13 | 66 | Calificare în faza grupelor Europa League     |
| 6   | Chelsea                 | 38 | 18 | 9  | 11 | 77 | 63  | +14 | 63 |                                               |
| 7   | Newcastle United        | 38 | 18 | 6  | 14 | 85 | 62  | +23 | 60 |                                               |
| 8   | Manchester United       | 38 | 18 | 6  | 14 | 57 | 58  | -1  | 60 |                                               |
| 9   | West Ham United         | 38 | 14 | 10 | 14 | 60 | 74  | -14 | 52 |                                               |
| 10  | Crystal Palace          | 38 | 13 | 10 | 15 | 57 | 58  | -1  | 49 |                                               |
| 11  | Brighton & Hove Albion  | 38 | 12 | 12 | 14 | 55 | 62  | -7  | 48 |                                               |
| 12  | Bournemouth             | 38 | 13 | 9  | 16 | 54 | 67  | -13 | 48 |                                               |
| 13  | Fulham                  | 38 | 13 | 8  | 17 | 55 | 61  | -6  | 47 |                                               |
| 14  | Wolverhampton Wanderers | 38 | 13 | 7  | 18 | 50 | 65  | -15 | 46 |                                               |
| 15  | Everton                 | 38 | 13 | 9  | 16 | 40 | 51  | -11 | 40 |                                               |
| 16  | Brentford               | 38 | 10 | 9  | 19 | 56 | 65  | -9  | 39 |                                               |
| 17  | Nottingham Forest       | 38 | 9  | 9  | 20 | 49 | 66  | -18 | 32 |                                               |
| 18  | Luton Town              | 38 | 6  | 8  | 24 | 52 | 85  | -33 | 26 | Retrogradare în Championship                  |
| 19  | Burnley                 | 38 | 5  | 9  | 24 | 41 | 78  | -37 | 24 | Retrogradare în Championship                  |
| 20  | Sheffield United        | 38 | 3  | 7  | 28 | 35 | 104 | -69 | 16 | Retrogradare în Championship                  |

Note
- ^1 - Everton a primit o penalizare de 10 puncte ca urmare a unei sancțiuni a Premier League pentru nereguli financiare.[17] După apel, Everton a primit patru puncte înapoi, astfel că penalizarea la 29 februarie a rămas de 6 puncte.[18]
- ^2 - Nottingham Forest a fost sancționată cu patru puncte pentru încălcarea regulilor de profitabilitate și sustenabilitate. Decizia este supusă apelului.[19][20]
- ^3 - Everton a primit o altă penalizare de 2 puncte pentru că a încălcat pentru a doua oară regulile de profitabilitate și sustenabilitate din Premier League.[21]

### Rezultate meciuri
| Rezultate | ARS | AST | BOU | BRE | BHA | BUR | CHE | CRY | EVE | FUL | LIV | LUT | MCI | MUN | NEW | NOT | SHE | TOT | WHU | WOL |
| --------- | --- | --- | --- | --- | --- | --- | --- | --- | --- | --- | --- | --- | --- | --- | --- | --- | --- | --- | --- | --- |
| ARS       |     | 0-2 | 3-0 | 2-1 | 2-0 | 3-1 | 5-0 | 5-0 | 2-1 | 2-2 | 3-1 | 2-0 | 1-0 | 3-1 | 4-1 | 2-1 | 5-0 | 2-2 | 0-2 | 2-1 |
| AST       | 1-0 |     | 3-1 | 3-3 | 6-1 | 3-2 | 2-2 | 3-1 | 4-0 | 3-1 | 3-3 | 3-1 | 1-0 | 1-2 | 1-3 | 4-2 | 1-1 | 0-4 | 4-1 | 2-0 |
| BOU       | 0-4 | 2-2 |     | 1-2 | 3-0 | 2-1 | 0-0 | 1-0 | 2-1 | 3-0 | 0-4 | 4-3 | 0-1 | 2-2 | 2-0 | 1-1 | 2-2 | 0-2 | 1-1 | 1-2 |
| BRE       | 0-1 | 1-2 | 2-2 |     | 0-0 | 3-0 | 2-2 | 1-1 | 1-3 | 0-0 | 1-4 | 3-1 | 1-3 | 1-1 | 2-4 | 3-2 | 2-0 | 2-2 | 3-2 | 1-4 |
| BHA       | 0-3 | 1-0 | 3-1 | 2-1 |     | 1-1 | 1-2 | 4-1 | 1-1 | 1-1 | 2-2 | 4-1 | 0-4 | 0-2 | 3-1 | 1-0 | 1-1 | 4-2 | 1-3 | 0-0 |
| BUR       | 0-5 | 1-3 | 0-2 | 2-1 | 1-1 |     | 1-4 | 0-2 | 0-2 | 2-2 | 0-2 | 1-1 | 0-3 | 0-1 | 1-4 | 1-2 | 5-0 | 2-5 | 1-2 | 1-1 |
| CHE       | 2-2 | 0-1 | 2-1 | 0-2 | 3-2 | 2-2 |     | 2-1 | 6-0 | 1-0 | 1-1 | 3-0 | 4-4 | 4-3 | 3-2 | 0-1 | 2-0 | 2-0 | 5-0 | 2-4 |
| CRY       | 0-1 | 5-0 | 0-2 | 3-1 | 1-1 | 3-0 | 1-3 |     | 2-3 | 0-0 | 1-2 | 1-1 | 2-4 | 4-0 | 2-0 | 0-0 | 3-2 | 1-2 | 5-2 | 3-2 |
| EVE       | 0-1 | 0-0 | 3-0 | 1-0 | 1-1 | 1-0 | 2-0 | 1-1 |     | 0-1 | 2-0 | 1-2 | 1-3 | 0-3 | 3-0 | 2-0 | 1-0 | 2-2 | 1-3 | 0-1 |
| FUL       | 2-1 | 1-2 | 3-1 | 0-3 | 3-0 | 0-2 | 0-2 | 1-1 | 0-0 |     | 1-3 | 1-0 | 0-4 | 0-1 | 0-1 | 5-0 | 3-1 | 3-0 | 5-0 | 3-2 |
| LIV       | 1-1 | 3-0 | 3-1 | 3-0 | 2-1 | 3-1 | 4-1 | 0-1 | 2-0 | 4-3 |     | 4-1 | 1-1 | 0-0 | 4-2 | 3-0 | 3-1 | 4-2 | 3-1 | 2-0 |
| LUT       | 3-4 | 2-3 | 2-1 | 1-5 | 4-0 | 1-2 | 2-3 | 2-1 | 1-1 | 2-4 | 1-1 |     | 1-2 | 1-2 | 1-0 | 1-1 | 1-3 | 0-1 | 1-2 | 1-1 |
| MCI       | 0-0 | 4-1 | 6-1 | 1-0 | 2-1 | 3-1 | 1-1 | 2-2 | 2-0 | 5-1 | 1-1 | 5-1 |     | 3-1 | 1-0 | 2-0 | 2-0 | 3-3 | 3-1 | 5-1 |
| MUN       | 0-1 | 3-2 | 0-3 | 2-1 | 1-3 | 1-1 | 2-1 | 0-1 | 2-0 | 1-2 | 2-2 | 1-0 | 0-3 |     | 3-2 | 3-2 | 4-2 | 2-2 | 3-0 | 1-0 |
| NEW       | 1-0 | 5-1 | 2-2 | 1-0 | 1-1 | 2-0 | 4-1 | 4-0 | 1-1 | 3-0 | 1-2 | 4-4 | 2-3 | 1-0 |     | 1-3 | 2-1 | 4-0 | 4-3 | 3-0 |
| NOT       | 1-2 | 2-0 | 2-3 | 1-1 | 2-3 | 1-1 | 2-3 | 1-1 | 0-1 | 3-1 | 0-1 | 2-2 | 0-2 | 2-1 | 2-3 |     | 2-1 | 0-2 | 2-0 | 2-2 |
| SHE       | 0-6 | 0-5 | 1-3 | 1-0 | 0-5 | 1-5 | 2-2 | 0-1 | 2-2 | 3-3 | 0-2 | 2-3 | 1-2 | 1-2 | 0-8 | 1-3 |     | 0-3 | 2-2 | 2-1 |
| TOT       | 2-3 | 1-2 | 3-1 | 3-2 | 2-1 | 2-1 | 1-4 | 3-1 | 2-1 | 2-0 | 2-1 | 2-1 | 0-2 | 2-0 | 4-1 | 3-1 | 2-1 |     | 1-2 | 1-2 |
| WHU       | 0-6 | 1-1 | 1-1 | 4-2 | 0-0 | 2-2 | 3-1 | 1-1 | 0-1 | 0-2 | 2-2 | 3-1 | 1-3 | 2-0 | 2-2 | 3-2 | 2-0 | 1-1 |     | 3-0 |
| WOL       | 0-2 | 1-1 | 0-1 | 0-2 | 1-4 | 1-0 | 2-1 | 1-3 | 3-0 | 2-1 | 1-3 | 2-1 | 2-1 | 3-4 | 2-2 | 1-1 | 1-0 | 2-1 | 1-2 |     |

Sursa: Premier League rezultate
1. Echipa gazdă este trecută pe coloana din stânga
2. Culori: Albastru = victorie a echipei gazdă; Galben = egal; Roșu = victorie a echipei oaspete

## Statistici

### Golgeteri
| Loc | Jucător         | Club              | Goluri |
| --- | --------------- | ----------------- | ------ |
| 1   | Erling Haaland  | Manchester City   | 27     |
| 2   | Cole Palmer     | Chelsea           | 22     |
| 3   | Alexander Isak  | Newcastle United  | 20     |
| 4   | Dominic Solanke | Bournemouth       | 19     |
| 4   | Ollie Watkins   | Aston Villa       | 19     |
| 6   | Mohamed Salah   | Liverpool         | 18     |
| 7   | Phil Foden      | Manchester City   | 17     |
| 7   | Son Heung-min   | Tottenham Hotspur | 17     |
| 9   | Jarrod Bowen    | West Ham United   | 16     |
| 9   | Bukayo Saka     | Arsenal           | 16     |

### Portari cu meciuri fără gol primit
| Loc | Jucător           | Club              | Fără gol primit |
| --- | ----------------- | ----------------- | --------------- |
| 1   | David Raya        | Arsenal           | 16              |
| 2   | Jordan Pickford   | Everton           | 13              |
| 3   | Bernd Leno        | Fulham            | 10              |
| 3   | Ederson           | Manchester City   | 10              |
| 5   | Emiliano Martínez | Aston Villa       | 8               |
| 5   | André Onana       | Manchester United | 8               |
| 7   | Alisson           | Liverpool         | 7               |
| 7   | Mark Flekken      | Brentford         | 7               |
| 7   | Neto              | Bournemouth       | 7               |
| 10  | Sam Johnstone     | Crystal Palace    | 6               |
| 10  | Guglielmo Vicario | Tottenham Hotspur | 6               |

### Disciplină

#### Jucători
- Cele mai multe cartonașe galbene: 14[24]
  -  João Palhinha (Fulham)

- Cele mai multe cartonașe roșii: 2[25]
  -  Yves Bissouma (Tottenham Hotspur)
  -  Reece James (Chelsea)
  -  Oli McBurnie (Sheffield United)

#### Club
- Cele mai multe cartonașe galbene: 103[26]
  - Chelsea

- Cele mai puține cartonașe galbene: 52[26]
  - Manchester City

- Cele mai multe cartonașe roșii: 7[27]
  - Burnley

- Cele mai puține cartonașe roșii: 0[27]
  - Luton Town

## Premii

### Premii lunare
| Luna       | Antrenorul lunii | Antrenorul lunii  | Jucătorul lunii | Jucătorul lunii   | Golul lunii         | Golul lunii            | Parada lunii    | Parada lunii                | Referințe                   |
| Luna       | Antrenor         | Club              | Jucător         | Club              | Jucător             | Club                   | Jucător         | Club                        | Referințe                   |
| ---------- | ---------------- | ----------------- | --------------- | ----------------- | ------------------- | ---------------------- | --------------- | --------------------------- | --------------------------- |
| August     | Ange Postecoglou | Tottenham Hotspur | James Maddison  | Tottenham Hotspur | Kaoru Mitoma        | Brighton & Hove Albion | Alisson         | Liverpool                   | [ 28 ] [ 29 ] [ 30 ] [ 31 ] |
| Septembrie | Ange Postecoglou | Son Heung-min     | Bruno Fernandes | Tottenham Hotspur | Manchester United   | Robert Sánchez         | Chelsea         | [ 32 ] [ 33 ] [ 34 ] [ 35 ] |                             |
| Octombrie  | Ange Postecoglou | Mohamed Salah     | Liverpool       | Saman Ghoddos     | Brentford           | Alphonse Areola        | West Ham United | [ 36 ] [ 37 ] [ 38 ] [ 39 ] |                             |
| Noiembrie  | Erik ten Hag     | Manchester United | Harry Maguire   | Manchester United | Alejandro Garnacho  | Manchester United      | Thomas Kaminski | Luton Town                  | [ 40 ] [ 41 ] [ 42 ] [ 43 ] |
| Decembrie  | Unai Emery       | Aston Villa       | Dominic Solanke | Bournemouth       | Alexis Mac Allister | Liverpool              | Wes Foderingham | Sheffield United            | [ 44 ] [ 45 ] [ 46 ] [ 47 ] |
| Ianuarie   | Jürgen Klopp     | Liverpool         | Diogo Jota      | Liverpool         | Oscar Bobb          | Manchester City        | Jordan Pickford | Everton                     | [ 48 ] [ 49 ] [ 50 ] [ 51 ] |
| Februarie  | Mikel Arteta     | Arsenal           | Rasmus Højlund  | Manchester United | Kobbie Mainoo       | Manchester United      | Mark Flekken    | Brentford                   | [ 52 ] [ 53 ] [ 54 ] [ 55 ] |
| Martie     | Andoni Iraola    | Bournemouth       | Rodrigo Muniz   | Fulham            | Marcus Rashford     | Manchester United      | Matz Sels       | Nottingham Forest           | [ 56 ] [ 57 ] [ 58 ] [ 59 ] |
| Aprilie    | Sean Dyche       | Everton           | Cole Palmer     | Chelsea           | Cole Palmer         | Chelsea                | André Onana     | Manchester United           | [ 60 ] [ 61 ] [ 62 ] [ 63 ] |

### Premii anuale
| Award                                        | Winner      | Club            |
| -------------------------------------------- | ----------- | --------------- |
| Jucătorul sezonului în Premier League        | Phil Foden  | Manchester City |
| Cel mai bun tânăr jucător din Premier League | Cole Palmer | Chelsea         |
| Fotbalistul FWA al anului                    | Phil Foden  | Manchester City |